# 北艾
北艾（学名：Artemisia vulgaris）为菊科蒿属的植物。分布在加拿大、蒙古、俄罗斯、北美洲、大西洋、欧洲、美国以及中国大陆的青海、新疆、四川、甘肃、陕西等地，生长于海拔1,500米至2,100米的地区，一般生于谷地、森林草原、亚高山地区的草原、林缘、荒坡和路旁等处，目前尚未由人工引种栽培。

## 别名
白蒿、细叶艾（新疆），野艾（青海）

## 园艺种
- 黄金艾蒿 Artemisia vulgaris ‘variegate’

## 作用
西餐烹飪中會用做香料。
北艾於西洋古代央格魯撒克遜人典籍中記載，被認為是Woden神 (即奧丁)所賜予的九種神聖草藥之一。羅馬人更將它栽培於道路兩旁，並採摘嫩枝放於涼鞋中，用以預防遠行時足部疼痛症狀。